# C/2010 X1 (Elenin)

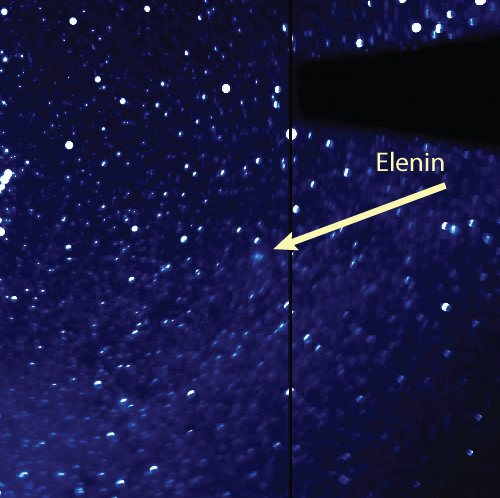
O Cometa Elenin.

O C/2010 X1 (Elenin) foi um cometa descoberto pelo astrônomo amador russo Leonid Elenin em 10 de dezembro de 2010, desde um observatório por comando remoto perto de Mayhill, Novo México, EUA. No momento da descoberta, Elenin tinha uma magnitude aparente de 19,5, sendo cerca de 150 000 vezes mais fraco do que um objeto observável a olho nu (magnitude de 6,5). O descobridor, Leonid Elenin, estima que o núcleo do cometa tem entre 3 e 4 km de diâmetro. Em 2 de abril de 2011, o cometa tinha uma magnitude perto de 15 (mais ou menos o brilho de Plutão) e sua coma (atmosfera de poeira com expansão) do cometa estava estimada em 80 000 km de diâmetro.
Recentemente, a NASA informou que o Cometa Elenin foi destruído devido a sua aproximação do Sol e com isso acaba com as especulações apocalipticas que envolvem esse astro.